# باول بلاك (لاعب كرة قدم)
باول بلاك (بالإنجليزية: Paul Black)‏ (30 أكتوبر 1977 بأبردين في المملكة المتحدة - ) هو لاعب كرة قدم بريطاني في مركز الوسط. لعب مع دندي يونايتد وHuntly F.C. ‏.

## وصلات خارجية
- باول بلاك على موقع قاعدة بيانات كرة القدم.إي يو (الإنجليزية)
- باول بلاك على موقع Soccerbase.com (لاعب) (الإنجليزية)